# ラガンフリド
ラガンフリド （ドイツ語:Raganfrid、フランス語:Rainfroi、英語:Ragenfrid, Ragenfred, Raganfrid, Ragamfred,　731年没） は、ネウストリア・ブルグンディア宮宰（715年 - 718年）。ピピン2世の死後、フランク王キルペリク2世と組んでフランク王国の政権を手に入れかけたが、ピピン2世の庶子カール・マルテルに敗れた。

## 生涯
ラガンフリドの拠点はネウストリアのヴェクサンだった。フランク王国全土の実権を握っていたピピン家のピピン2世が714年に死去すると、彼の正室プレクトルードが孫のテウドアルドをアウストラシア・ネウストリア宮宰に立ててピピン家の勢力を継承しようとした。フランク王ダゴベルト3世はこれに対抗してラガンフリドをネウストリア宮宰に任じたが、ピピン家政権からは無視された。
716年、ラガンフリドはダゴベルト3世を継いだキルペリク2世とともに、ピピン家の本拠地であるマース川・アルデンヌ地域への軍事行動に乗り出した。かつて争っていたフリースラント王レッドボットとも同盟を組み、内乱状態のアウストラシアに侵攻した。この時、プレクトルードの籠るケルンをピピン2世の庶子カール・マルテルが包囲していたが、ここに横槍を入れたネウストリア・フリースラント連合軍がまずカール・マルテルを野戦で破り、続いてプレクトルードを降伏させた（ケルンの戦い）。ラガンフリドらはプレクトルードの所持していたアウストラシア宮廷のほとんどにあたる財宝とテウドアルドの独立性の強い権利を奪い、キルペリク2世を正式にフランク王として認めさせた。
一方、カール・マルテルは素早く軍勢を立て直し、ケルンから帰還するネウストリア・フリースラント連合軍をアンブレーヴの戦いで破った。アウストラシアをほぼ統一したカール・マルテルは717年に対立フランク王クロタール4世を擁立し、一方でラガンフリドはアキテーヌ公ウードと同盟し、ここでフランク王国の内乱はアウストラシア対ネウストリア連合の構図となった。しかし717年のヴァンシーの戦い、718年のソワソンの戦いで立て続けに敗北したラガンフリドはアンジェまで後退した。719年までにパリやロワール渓谷がカール・マルテルの手に落ち、ウードがカール・マルテルと和睦するなどして大勢は決した。720年にラガンフリドは抵抗を諦め、ネウストリア宮廷を追われてアンジューの小さな領地以外を没収された。
724年、ラガンフリドはネウストリア人を率いて反乱を起こし、容易に鎮圧された。しかし彼は息子を人質として差し出すのと引き換えに、731年に死去するまで自領を守り通した。